# Szlak Zacharzowicki

Szlak Zacharzowicki – czarny znakowany szlak turystyczny w województwie śląskim.
Szlak wiedzie polnymi drogami. Znajduje się na nim drewniano-murowany rzymskokatolicki kościół parafialny Wszystkich Świętych w Sierotach i grób powstańca śląskiego pod tym kościołem.

## Przebieg szlaku
- Świbie
- Wiśnicze
- Gajowice
- Sieroty
- Zacharzowice